# Syrština
Syrština je klasický, literární a liturgický jazyk patřící do severozápadní větve semitských jazyků (v rámci afroasijské velkorodiny). Jde o dialekt střední aramejštiny a její počátky jsou kladeny přibližně do 3. století po Kr. Byla hlavním jazykem oblasti Blízkého východu a hrála velkou roli při šíření Východního křesťanství až do příchodu Arabů v 7. století, kteří spolu s islámem přinesli a prosadili i arabštinu. Od té doby je klasická syrština používána především v syrských východních církvích jako liturgický jazyk.
Syrština užívá písmo nikoli aramejské, ale vlastní syrské.